# Universität West-Attika
Die Universität West-Attika (griechisch Πανεπιστήμιο Δυτικής Αττικής; englisch University of West Attica; kurz UniWA) ist eine öffentliche Universität in Athen.

## Überblick
Die Universität wurde 2018 gegründet. Vorgängerinstitutionen waren das Technische Bildungsinstitut von Athen (englisch Technological Educational Institute (TEI) of Athens; griechisch Ανώτατο Τεχνολογικό Εκπαιδευτικό Ίδρυμα Αθήνας), die Fachhochschule Piräus (englisch Technological Education Institute of Piraeus (TEIPIR); griechisch Ανώτατο Εκπαιδευτικό Ίδρυμα Πειραιά Τεχνολογικού Τομέα, Α.Ε.Ι. Πειραιά Τ.Τ.) und die 1929 von Eleftherios Venizelos gegründete Nationale Schule für öffentliche Gesundheit (englisch National School of Public Health; Εθνική Σχολή Δημόσιας Υγείας).
Die Hochschule besteht aus sechs Fakultäten (Schule für öffentliche Gesundheit, Fakultät für Verwaltungs-, Wirtschafts- und Sozialwissenschaften, Fakultät für Lebensmittelwissenschaften, Fakultät für Gesundheits- und Pflegewissenschaften, Fakultät für Angewandte Kunst und Kultur und Fakultät für Ingenieurwissenschaften) und 27 Abteilungen, die ein breites Spektrum wissenschaftlicher Fachgebiete abdecken.
Die Universitätseinrichtungen umfassen drei Campusgelände in der Region Westattika (zwei befinden sich in der Gemeinde Egaleo – im Egaleo-Park und im antiken Olivenhain – und der dritte in Athen), während ein vierter Campus derzeit in der Gegend von Moschato entwickelt wird. An der UNIWA sind etwa 57.800 Bachelor-, 5.500 Postgraduiertenstudenten und 780 Doktoranden eingeschrieben.